# خالد حسینی
خالد حسینی (زادهٔ ۴ مارس ۱۹۶۵ در کابل) پزشک پیشین و نویسنده افغان-آمریکایی است. عمده‌ی شهرت وی بابت نگارش دو رمان بادبادک‌باز و هزار خورشید تابان است. آخرین رمان‌های او و کوهستان به طنین آمد و دعای دریا هستند که به فارسی نیز ترجمه شده‌اند. حسینی ساکن ایالات متحده است و آثار خود را به زبان انگلیسی می‌نویسد.

## پیشینه
خالد حسینی از پدر و مادری هراتی، در شهر کابل زاده شد. در سال ۱۹۷۶، پدر خالد حسینی به عنوان دیپلمات وزارت خارجه افغانستان به پاریس اعزام شد و او نیز به همراه خانواده به پایتخت فرانسه رفت.
در سال ۱۹۸۰ و به دنبال کودتای کمونیستی در افغانستان، پدر خالد حسینی از سفارت افغانستان برکنار شد. در نتیجه خانواده حسینی از ایالات متحده تقاضای پناهندگی سیاسی کردند که به آن‌ها اعطا شد. خالد حسینی به همراه خانواده‌اش در سال ۱۹۸۰ به سن خوزه در ایالت کالیفرنیا مهاجرت کرد.
خالد حسینی ازدواج کرده و دارای دو فرزند (دو دختر با نام‌های حارث و فرح) است.

### تحصیلات
خالد حسینی از دانشگاه سانتا کلارا مدرک لیسانس خود در رشته زیست‌شناسی را کسب کرد و سپس در سال ۱۹۹۳ از دانشگاه ایالتی سن‌دیگو در شهر سن دیگو در رشته پزشکی فارغ‌التحصیل شد. خالد از سال ۱۹۹۶ به تحصیل در رشته تخصصی پزشکی داخلی مشغول شد.
وی در سال ۲۰۰۶ از سوی آژانس حمایت از پناهندگان سازمان ملل (UNHCR) به عنوان سفیر حسن نیت این سازمان در افغانستان شناخته شد و در سفری که به افغانستان داشت، بنیاد خالد حسینی را در سال ۲۰۰۷ برای کمک به افغان‌ها بنیان نهاد.

## آثار
بادبادک باز (در افغانستان: گودی پران) اولین رمان خالد حسینی است. او در سال ۲۰۰۱ هنگام گذراندن دوره کارآموزی پزشکی در مرکز پزشکی سیدرز-ساینای لس آنجلس شروع به نوشتن این کتاب کرد. این رمان که در سال ۲۰۰۳ میلادی منتشر شد، به عنوان سومین اثر پرفروش همین سال شناخته و به ۴۸ زبان دنیا ترجمه شد. بدین ترتیب موفقیت بزرگی برای ادبیات افغانستان در صحنه جهانی پدید آمد.
حسینی در این کتاب داستان پسر جوانی را روایت می‌کند که در شهر کابل در زمان مداخله شوروی سابق در امور داخلی این کشور و تسلط گروه طالبان بزرگ می‌شود. او در این رمان هم با نگاه انتقادی به وضعیت حاکم بر افغانستان و وضعیت زندگی آنها زیر سلطه گروه‌های افراطی مثل طالبان داستانی تعریف می‌کند که در پاریس، یونان و آمریکا اتفاق می‌افتد. این اثر با صدای خود نویسنده به صورت صوتی نیز وارد بازار نشر شده‌ است. همچنین در دسامبر سال ۲۰۰۷ فیلمی به همین نام با اقتباس از این داستان ساخته شد.

دومین اثر نامدار خالد حسینی، هزار خورشید تابان است که دست کم برای سومین هفته متوالی به عنوان پرفروش‌ترین کتاب ادبیات داستانی در آمریکای شمالی بوده‌ است. عنوان «هزار خورشید تابان» از شعر صائب تبریزی در وصف کابل برگزیده شده است:
| حساب مه‌جبینان لب بامش که می‌داند |  | دو صد خورشیدرو افتاده در هر پای دیوارش |